# Kanonloppet

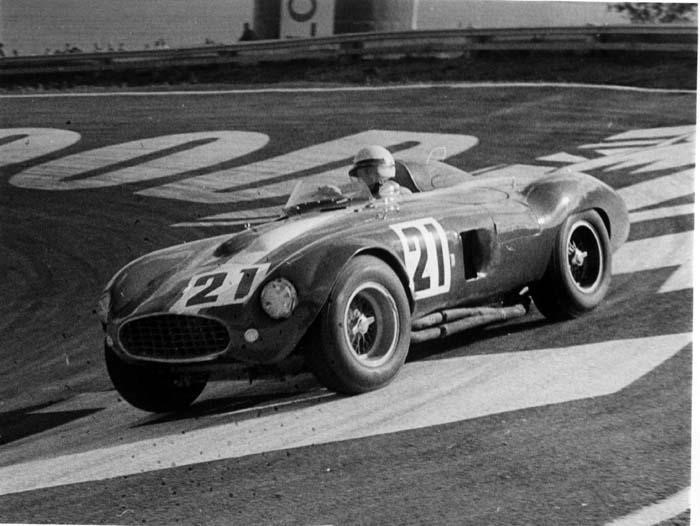
Ferrari 857, châssis 0584M, lors de l'édition 1966 de la Kanonloppet.

La Kanonloppet (ou Course Canon) était un Grand Prix automobile suédois organisé en été sur le circuit de Karlskoga, ou Karlskoga Motorstadion (sur Gälleråsen).

## Histoire
Les premières courses ont été localement disputées en 1950 (le 4 juin, devant 15 000 personnes déjà, autour d'un circuit de 1.55 kilomètre) et 1952, tous les ans à partir de 1954 (puis annuellement de 1973 à 1984 une fois la piste entièrement reconstruite, 1984 étant l'année de fermeture du circuit pour cause de faillite du Karlskoga Motorklubb). 
Au début des années 1970 eut lieu un grave accident, où six personnes furent tuées et trente autres blessées.
En 1996 les courses reprirent, la Kanonloppet devenant une manche du Championnat suédois des voitures de tourisme (le STCC). En 2014, elle intègra le TTA.

## Palmarès
| Année | Vainqueur       | Voiture                   | Catégorie | Édition |
| ----- | --------------- | ------------------------- | --------- | ------- |
| 1950  | Gunnar Carlsson | Ford-Mercury              | Formule 1 | Ire     |
| 1952  | Erik Lundgren   | EL Special (en)           | Formule 1 | IIe     |
| 1953  | Erik Lundgren   | EL Special (en)           | Formule 1 | IIIe    |
| 1961  | Stirling Moss   | Lotus 18-Climax L4        | Formule 1 | VIIe    |
| 1962  | Masten Gregory  | Lotus 24-BRM V8           | Formule 1 | VIIIe   |
| 1963  | Jim Clark       | Lotus 25-Climax V8        | Formule 1 | XIe     |
| 1964  | Jack Brabham    | Brabham BT10-Cosworth SCA | Formule 2 | XIIIe   |
| 1965  | Jack Brabham    | Brabham BT16-Cosworth SCA | Formule 2 | XIVe    |
| 1966  | Jack Brabham    | Brabham BT21-Honda S800   | Formule 2 | XVe     |
| 1967  | Jackie Stewart* | Matra MS7-Cosworth FVA    | Formule 2 | XVIIe,  |

Nota Bene : la même année 1967, Jacky Ickx remporte le Grand Prix Sport à Karlskoga, puis David Piper en 1968, Brian Redman en 1969, et Chris Craft en 1970 sur McLaren MBC. En 1970 toujours, le Grand Prix GT est gagné par Bengt Söderström.